# Curling na Zimních olympijských hrách 1988 – ukázkový turnaj muži
Turnaj mužů v curlingu na Zimních olympijských hrách 1988 byla ukázková soutěž hraná v hale Max Bell Arena.

## Týmy
Mužského turnaje se účastnilo 8 reprezentací.
| Země                   | Skip (čtyřka)    | Third (trojka)     | Second (dvojka)  | Lead (jednička)  | Náhradník       | Klub                         |
| ---------------------- | ---------------- | ------------------ | ---------------- | ---------------- | --------------- | ---------------------------- |
| Západní Německo        | Andreas Kapp     | Florian Zörgiebel  | Cristopher Huber | Michael Schäffer | Dieter Kolb     | EV Füssen, Füssen            |
| Dánsko                 | Gert Larsen      | Oluf Olsen         | Jan Hansen       | Michael Harry    |                 | Hvidovre CC, Hvidovre        |
| Velká Británie         | David Smith      | Hammy McMillan     | Mike Hay         | Peter Smith      |                 | St. Martins CC, Perth        |
| Kanada                 | Ed Lukowich      | John Ferguson      | Neil Houston     | Brent Syme       | Wayne Hart      | Calgary Winter Club, Calgary |
| Norsko                 | Eigil Ramsfjell  | Sjur Loen          | Morten Søgaard   | Bo Bakke         | Gunnar Meland   | Snarøen CC, Oslo             |
| Švédsko                | Dan-Ola Eriksson | Anders Thidholm    | Jonas Sjölander  | Christer Nylund  | Sören Grahn     | Härnösands CK, Härnösand     |
| Švýcarsko              | Hansjörg Lips    | Rico Simen         | Stefan Luder     | Peter Lips       | Mario Flückiger | CC Solothurn, Solothurn      |
| Spojené státy americké | Bob Nichols      | Raymond Somerville | Tom Locken       | Bob Christman    | Bill Strum      | Superior CC, Superior        |

## Základní skupina
| Pořadí | Tým                    | Z | V | P | Skóre |
| ------ | ---------------------- | - | - | - | ----- |
| 1.     | Švýcarsko              | 7 | 5 | 2 | 33:29 |
| 2.     | Kanada                 | 7 | 5 | 2 | 52:34 |
| 3.     | Norsko                 | 7 | 4 | 3 | 35:40 |
| 4.     | Spojené státy americké | 7 | 4 | 3 | 47:43 |
| 5.     | Švédsko                | 7 | 4 | 3 | 43:39 |
| 6.     | Dánsko                 | 7 | 3 | 4 | 35:39 |
| 7.     | Západní Německo        | 7 | 3 | 4 | 36:42 |
| 8.     | Velká Británie         | 7 | 0 | 7 | 27:42 |

### 1. kolo
| Tým                    | Celkem |
| ---------------------- | ------ |
| Západní Německo (Kapp) | 9      |
| Švédsko (Eriksson)     | 4      |

| Tým                                 | Celkem |
| ----------------------------------- | ------ |
| Spojené státy americké (Somerville) | 6      |
| Dánsko (Larsen)                     | 5      |

| Tým               | Celkem |
| ----------------- | ------ |
| Švýcarsko (Lips)  | 4      |
| Kanada (Lukowich) | 3      |

| Tým                    | Celkem |
| ---------------------- | ------ |
| Norsko (Ramsfjell)     | 4      |
| Velká Británie (Smith) | 3      |

### 2. kolo
| Tým                | Celkem |
| ------------------ | ------ |
| Norsko (Ramsfjell) | 8      |
| Dánsko (Larsen)    | 4      |

| Tým                | Celkem |
| ------------------ | ------ |
| Švédsko (Eriksson) | 7      |
| Švýcarsko (Lips)   | 3      |

| Tým                    | Celkem |
| ---------------------- | ------ |
| Západní Německo (Kapp) | 7      |
| Velká Británie (Smith) | 4      |

| Tým                                 | Celkem |
| ----------------------------------- | ------ |
| Kanada (Lukowich)                   | 9      |
| Spojené státy americké (Somerville) | 5      |

### 3. kolo
| Tým                    | Celkem |
| ---------------------- | ------ |
| Švýcarsko (Lips)       | 4      |
| Velká Británie (Smith) | 2      |

| Tým                | Celkem |
| ------------------ | ------ |
| Kanada (Lukowich)  | 9      |
| Norsko (Ramsfjell) | 7      |

| Tým                                 | Celkem |
| ----------------------------------- | ------ |
| Spojené státy americké (Somerville) | 10     |
| Švédsko (Eriksson)                  | 6      |

| Tým                    | Celkem |
| ---------------------- | ------ |
| Dánsko (Larsen)        | 6      |
| Západní Německo (Kapp) | 2      |

### 4. kolo
| Tým                | Celkem |
| ------------------ | ------ |
| Norsko (Ramsfjell) | 4      |
| Švédsko (Eriksson) | 3      |

| Tým                    | Celkem |
| ---------------------- | ------ |
| Kanada (Lukowich)      | 9      |
| Západní Německo (Kapp) | 1      |

| Tým              | Celkem |
| ---------------- | ------ |
| Dánsko (Larsen)  | 6      |
| Švýcarsko (Lips) | 2      |

| Tým                                 | Celkem |
| ----------------------------------- | ------ |
| Spojené státy americké (Somerville) | 7      |
| Velká Británie (Smith)              | 6      |

### 5. kolo
| Tým                    | Celkem |
| ---------------------- | ------ |
| Dánsko (Larsen)        | 8      |
| Velká Británie (Smith) | 3      |

| Tým                | Celkem |
| ------------------ | ------ |
| Švédsko (Eriksson) | 8      |
| Kanada (Lukowich)  | 7      |

| Tým                    | Celkem |
| ---------------------- | ------ |
| Norsko (Ramsfjell)     | 7      |
| Západní Německo (Kapp) | 5      |

| Tým                                 | Celkem |
| ----------------------------------- | ------ |
| Švýcarsko (Lips)                    | 7      |
| Spojené státy americké (Somerville) | 4      |

### 6. kolo
| Tým                                 | Celkem |
| ----------------------------------- | ------ |
| Západní Německo (Kapp)              | 7      |
| Spojené státy americké (Somerville) | 6      |

| Tým                | Celkem |
| ------------------ | ------ |
| Švýcarsko (Lips)   | 7      |
| Norsko (Ramsfjell) | 2      |

| Tým                    | Celkem |
| ---------------------- | ------ |
| Kanada (Lukowich)      | 6      |
| Velká Británie (Smith) | 4      |

| Tým                | Celkem |
| ------------------ | ------ |
| Švédsko (Eriksson) | 9      |
| Dánsko (Larsen)    | 1      |

### 7. kolo
| Tým                    | Celkem |
| ---------------------- | ------ |
| Švédsko (Eriksson)     | 6      |
| Velká Británie (Smith) | 5      |

| Tým               | Celkem |
| ----------------- | ------ |
| Kanada (Lukowich) | 9      |
| Dánsko (Larsen)   | 5      |

| Tým                                 | Celkem |
| ----------------------------------- | ------ |
| Spojené státy americké (Somerville) | 9      |
| Norsko (Ramsfjell)                  | 3      |

| Tým                    | Celkem |
| ---------------------- | ------ |
| Švýcarsko (Lips)       | 6      |
| Západní Německo (Kapp) | 5      |

## Tie-break
| Tým                | Celkem |
| ------------------ | ------ |
| Norsko (Ramsfjell) | 6      |
| Švédsko (Eriksson) | 4      |

| Tým                                 | Celkem |
| ----------------------------------- | ------ |
| Norsko (Ramsfjell)                  | 6      |
| Spojené státy americké (Somerville) | 3      |

## Play-off

### Pavouk
|  | Semifinále | Semifinále | Semifinále |  |  | Finále | Finále    | Finále |
|  |            |            |            |  |  |        |           |        |
|  |            |            |            |  |  | 1      | Švýcarsko | 2      |
|  | 2          | Kanada     | 5          |  |  | 3      | Norsko    | 10     |
|  | 3          | Norsko     | 8          |  |  |        |           |        |

### Semifinále
| Tým                | Celkem |
| ------------------ | ------ |
| Kanada (Lukowich)  | 5      |
| Norsko (Ramsfjell) | 8      |

### Finále
| Tým                | Celkem |
| ------------------ | ------ |
| Švýcarsko (Lips)   | 2      |
| Norsko (Ramsfjell) | 10     |

## Konečné umístění
| Pořadí                      | Tým                          |
| --------------------------- | ---------------------------- |
| Zlatá olympijská medaile    | Norsko (NOR)                 |
| Stříbrná olympijská medaile | Švýcarsko (SUI)              |
| Bronzová olympijská medaile | Kanada (CAN)                 |
| 4.                          | Spojené státy americké (USA) |
| 5.                          | Švédsko (SWE)                |
| 6.                          | Západní Německo (FRG)        |
| 7.                          | Dánsko (DEN)                 |
| 8.                          | Velká Británie (GBR)         |